# Hvamm-Sturla
Hvamm-Sturla Tordsson (Hvamm-Sturla Þórðarson), född 1116, död 23 juli 1183, var en isländsk hövding. Han var far till Snorre Sturlasson (Snorri Sturluson) och sturlungaättens stamfar. Sitt hövdingasäte hade han på gården Hvammr i Dalasýsla vid Breidafjorden (Breiðafjörður).

## Släkt och familj
Sturlas föräldrar var Tord Gilsson (Þórðr Gilsson), gode på Staðarfell, och Vigdís, dotter till Sverting Grímsson. Enligt Sturlungasagans släktregister var Sturla gift två gånger. Första hustrun hette Ingibjörg Torgeirsdotter (Þorgeirsdóttir), med vilken han hade döttrarna Steinun och Tordis (Þórdís). Hans andra hustru var Gudny Bödvarsdotter (Guðný Böðvarsdóttir) från Garðar i Akranes, vars farmor var dotter till Markus Skeggjason. Hon var mor till bröderna Tord, Sighvat och Snorre Sturlasson samt döttrarna Helga och Vigdís. Sturla hade också ett antal frillor, varav två nämns med namn: Álof Vilhjálmsdóttir och Guðfinna. Sex frillobarn är också kända till namnet; ett av dessa var dottern Turid (Þuríðr), som blev mor till Dufgus Torleifsson (Þorleifsson) och farmor till de fyra namnkunniga Dufgussönerna, vilka omtalas i Islänningasagan och Tord kakalis saga.

## Levnad
Om Hvamm-Sturla står att läsa i Sturlu saga, vilken ingår i Sturlungasagan. Sturla beskrivs här som en slug, ärelysten och hänsynslös man, som genom rättshaveri och stridslystnad gav upphov till flera fejder, vilka inleder den långvariga maktkamp mellan olika stormannaätter som kom att prägla hela sturlungatiden. I sin tvist med hövdingen Einar Torgilsson (Þorgilsson) på Staðarhóll fick Sturla den 21 oktober 1171 övertaget genom sin seger i striden vid Sælingsdal, och ansågs därefter som den mäktigaste hövdingen i Breidafjordsdalarna. Däremot tvingades han tio år senare ge vika för Oddi-hövdingen Jón Loptsson i striden om arvet efter den rike Tore präst Torsteinsson (Þórir prest Þorsteinsson), som tillsammans med sin hustru omkommit under en pilgrimsfärd. På resan hade Tores hustru fött ett barn, som senare också dött. Frågan gällde bland annat i vilken turordning de olika personerna hade avlidit, eftersom arvsgången berodde på detta. Sturlas svärfar Bödvar, som var nära släkt med Tore, drev linjen att arvet skulle tillfalla dennes syster (och därmed stanna i mannens ätt), men Jón Loptsson, som var domare i målet, dömde honom emot. Tores hustru hade nämligen enligt vittnesmål överlevt sin make, varför arvet skulle gå till hennes arvingar. Sturla stöttade sin svärfar med all makt, och det blev en utdragen process som avgjordes på alltinget efter att domaren hotat låta dräpa tre av Sturlas män för varje man som Sturla låtit dräpa hos sin motpart. Jón var vid denna tid Islands mäktigaste man, så Sturla föll till föga. Men för att gjuta olja på vågorna erbjöd sig nu Jón att ta hand om Sturlas yngste sons uppfostran. Det ansågs nämligen som en stor hedersbevisning, eftersom fostraren därmed symboliskt bragte sig själv i en underordnad ställning. Sturla accepterade och yngste sonen, Snorre Sturlasson, fördes därefter till hövdingagården på Oddi. Därmed hamnade den unge gossen i en helt ny – och betydligt rikare – andlig och litterär miljö än vad hans eget hem hade kunnat erbjuda; något som säkert kom att betyda mycket för hans fortsatta levnadsbana.